# Ommata ramulicola
Ommata ramulicola là một loài bọ cánh cứng trong họ Cerambycidae.